# Даргов (район Требишов)
Даргов (словац. Dargov , венг. Dargó) — деревня на юго-востоке Словакии района Требишов, Кошицкого края.
Расположена в исторической области Земплин в 6 км от Сечовце, 18 км от Требишова и в 32 км от Кошице в центре горного массива Сланске-Врхи на границе с Венгрией.
Площадь — 21,88 км². По состоянию на 31 декабря 2017 года в деревне проживало 602 жителя.

## История

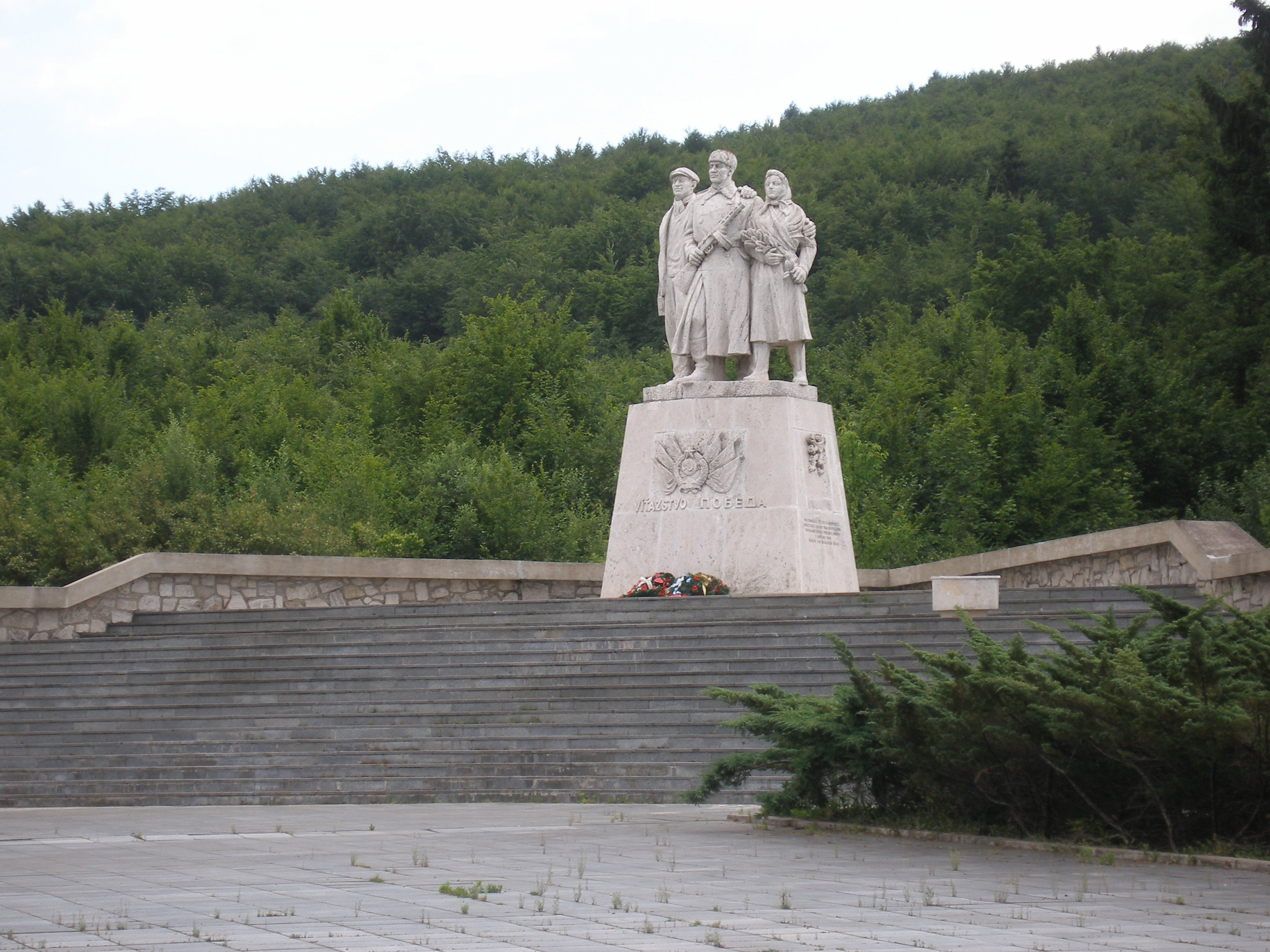
Памятник мемориала, посвящённый погибшим во время битвы за Дарговский перевал

Первые упоминания о Даргове датируются 1458 годом. Известна в Словакии как место ожесточённых боев во время Второй мировой войны. С конца 1944 года по январь 1945 года Красная Армия сражалась здесь с вермахтом за Дарговский перевал. 18 января 1945 года советским войскам удалось прорваться германскую линию обороны и расчистить путь на Кошице. Бои за перевал Даргов, которые длились больше чем шесть недель, сопровождались большими людскими жертвами с обеих сторон а также и среди мирного населения. В этих боях Красная Армия потеряла около 20 000-22 000 солдат и офицеров. В настоящее время на Дарговском перевале установлен памятник.

## Население
| Год:                | 1994 | 2004    | 2014     | 2024    |
| ------------------- | ---- | ------- | -------- | ------- |
| Количество человек: | 539  | 541     | 608      | 636     |
| Разница:            |      | +0,37 % | +12,38 % | +4,60 % |

## Достопримечательность
- Военный мемориал, посвящённый погибшим во время битвы за Дарговский перевал[2].
- Римско-католическая церковь Святого Сердца Иисуса